# Desindividuação
Desindividuação é um conceito em psicologia social que é geralmente considerada como a perda da auto-consciência em grupos, embora esta seja uma questão de contenção (veja abaixo). Sociólogos também estudam o fenômeno da desindividualização, mas o nível de análise é um pouco diferente. Para o psicólogo social, o nível de análise é o indivíduo no contexto de uma situação social. Como tal, os psicólogos sociais enfatizam o papel dos processos psicológicos internos. Outras ciências sociais, como a sociologia, estão mais preocupados com amplas fatores sociais, econômicos, políticos e históricos que influenciam eventos em uma determinada sociedade. 

## Teorias clássicas
Gustave Le Bon foi um explorador do início desse fenômeno em função das multidões. Le Bon apresenta a sua teoria da psicologia das multidão em sua publicação (1895) The Crowd: Um estudo da mente popular. O psicólogo francês caracterizou o seu efeito de mentalidade multidão, em que personalidades individuais tornam-se dominado pela mentalidade coletiva da multidão. Le Bon viu o comportamento de multidão como "unânime, emocional e intelectualmente fraco. Ele teorizou que uma perda de responsabilidade pessoal em multidões leva a uma inclinação a se comportar primitivamente e hedonisticamente por todo o grupo. Esta mentalidade resultante, de acordo com Le Bon, pertence mais ao coletivo do que qualquer indivíduo, de modo que as características individuais estão submersas. A idéia de uma "mente de grupo" é comparável com a teoria do autismo compartilhada, que sustenta que os indivíduos dentro de um grupo podem desenvolver crenças compartilhadas que não têm base na realidade ("delírios"). Já, Le Bon estava tendendo para a concepção de desindividualização como um estado provocado por uma redução da prestação de contas, resultante de um grau de anonimato devido à adesão dentro de uma multidão, onde a atenção é desviada do eu para as qualidades mais estimulantes e externa a ação do grupo (que pode ser extremo).
Essencialmente, os indivíduos da multidão de Le Bon são escravizados a mentalidade do grupo e são capazes de conduzir os atos mais violentos e heróicos. Ao nível do grupo a explicação de Le Bon de fenômenos comportamentais em multidões inspirou outras teorias sobre psicologia coletiva de Freud, McDougall, Blumer, e Allport. Festinger, Pepitone, e Newcomb revisitado idéias de Le Bon em 1952, cunhando o termo desindividualização para descrever o que acontece quando as pessoas dentro de um grupo não são tratadas como indivíduos. De acordo com esses teóricos, o que quer que atrai cada membro de um determinado grupo faz com que eles para colocar mais ênfase no grupo do que em indivíduos. Esta irresponsabilidade dentro de um grupo tem o efeito de "reduzir as restrições internas e aumentando comportamento que normalmente é inibido. Festinger et al., concordou com a percepção de Le Bon comportamento em uma multidão no sentido de que eles acreditavam que os indivíduos ficam submersos no meio da multidão levando a sua responsabilidade reduzida. No entanto, esses teóricos relativamente modernos distinguido desindividualização da teoria multidão, reformando a idéia de que a perda da individualidade dentro de uma multidão é substituída pela mentalidade do grupo. Em vez disso, Festinger et al., Argumentou que a perda da individualidade leva à perda de controle sobre as restrições internas ou morais. 